# بيت الفلاح (الخبت)

تعديل مصدري - تعديل

بيت الفلاح هي إحدى قرى عزلة الظاهر بمديرية الخبت التابعة لمحافظة المحويت، بلغ تعداد سكانها 284 نسمة حسب تعداد اليمن لعام 2004.